# نادي أثرستون تاون
نادي أثرستون تاون المجتمعي لكرة القدم، هو نادي كرة قدم يقع مقره في أثرستون [الإنجليزية] ، وركشير، إنجلترا. يلعب الفريق في دوري ميدلاند لكرة القدم [الإنجليزية].